# Красная гвардия Донбасса
Красная гвардия Донбасса — военное формирование, созданное на Донбассе в 1917 году с постановления Центрального бюро военно-революционных комитетов Донбасса.

## История
Красная гвардия Донбасса была создана сразу после Октябрьской революции в Горловско-Щербиновском районе по постановлению Центрального бюро военно-революционных комитетов Донбасса. Штаб Красной гвардии находился на станции Никитовка, здесь же находился склад с оружием и обмундированием. Сюда же прибывали отряды партизан из округи, которые вливались в состав гвардии.
В районе развернулась интенсивная военная подготовка всех записавшихся в Красную гвардию. Под руководством Т. Жлобы, Л.Вайнера и др., в районе начали формировать конные отряды красногвардейцев.
Для содержания Красной гвардии была проведена работа по взысканию контрибуций, наложенных на кулаков и богатых немцев-колонистов района. Меры проводились под руководством Центрального Военно Революционного Комитета Донбасса силами конных красногвардейцев под командой Леонида Вайнера.
7 марта 1918 по согласованию с Антоновым-Овсеенко нарком по военным делам ДКР Рухимович был назначен заведующим отделом формирования революционных войск в Донбассе. Были созданы штабы  Социалистической армии в Ростове, Таганроге, Мариуполе, Никитовке, Юзовке, таким образом все созданные и формирующиеся отряды в Донбассе на прямую стали подчиняться Народному комиссариату по военным делам ДКСР.
К середине декабря 1917 года, численность отрядов Красной гвардии Донбасса достигла 20-25 тысяч человек, это около 5 % рабочих бассейна, а до января 1918 года эта цифра удвоилась. Вооружение гвардии осуществлялось главным образом через штаб главкома по борьбе с контрреволюцией Антонова-Овсеенко.

## Части
- 1-й Макеевский революционный отряд 1000 человек.
- Первый Донецкий пролетарский полк
- Красная гвардия Дружковки
- Повстанческие отряды добропільських рудников